# Star (Carolina del Nord)
Star è un comune degli Stati Uniti d'America, situato in Carolina del Nord, nella contea di Montgomery.